# Elisa Camporese
Elisa Camporese (Padova, Italia, 16 de marzo de 1984) es una exfutbolista italiana que jugaba como centrocampista. Fue internacional con la selección de Italia.

## Trayectoria
En 2001 debutó tanto en la Serie A con el Bardolino como con la selección italiana. Al año siguiente fichó por el rival local, el Foroni Verona, con el que debutó en la Liga de Campeones.
Tras regresar en 2004 al Bardolino, en 2006 fichó por el Tavagnacco. En 2010 se marchó al Torres, pero al año siguiente regresó al Tavagnacco, donde se ritiró en 2019.

## Selección nacional
Con la selección italiana ha jugado las Eurocopas 2005 y 2013; en la primera marcó un gol. 

### Participaciones en Eurocopas
| Eurocopa               | Sede       | Resultado        |
| ---------------------- | ---------- | ---------------- |
| Eurocopa Femenina 2005 | Inglaterra | Fase de grupos   |
| Eurocopa Femenina 2013 | Suecia     | Cuartos de final |